# Anodontostoma
Anodontostoma – rodzaj ryb śledziokształtnych z rodziny śledziowatych (Clupeidae).

## Występowanie
Można je zaobserwować w wodach Oceanu Indyjskiego oraz Pacyfiku.

## Morfologia
Ryby tego rodzaju osiągają 18–22 cm długości.

## Klasyfikacja
Gatunki zaliczane do tego rodzaju:
- Anodontostoma chacunda (F. Hamilton, 1822)
- Anodontostoma selangkat (Bleeker, 1852)
- Anodontostoma thailandiae (Wongratana, 1983)